# Glenea fuscipennis
Glenea fuscipennis là một loài bọ cánh cứng trong họ Cerambycidae.